# Кубок мира по конькобежному спорту 2013/2014 (финал)
Шестой этап Кубка мира по конькобежному спорту в сезоне 2013/2014 пройдёт 14—16 марта 2014 года на катке Тиалф, Херенвен, Нидерланды с забегами на дистанциях 500, 1000, 1500 метров, на 3000 метров у женщин и 5000 метров у мужчин, в масс-старте. Этап стал финалом Кубка мира. В нём проводятся состязания среди лучших 20 спортсменов по итогам первых этапов. Спортсмены из Китая и Южной Кореи, в том числе, лидер зачёта на 500 м Ли Сан Хва, не участвовали. На заключительном этапе россияне выступили весьма успешно заняв три первых места в забеге (Денис Юсков на 1500 м и дважды Ольга Фаткулина на 500 м) и три третьих (Юлия Скокова на 1500 м, Ольга Граф на 3000 м и Александр Румянцев на 5000 м).

### Мужчины
| Дистанция                 | Золото                                                        | Время    | Серебро                                                  | Время    | Бронза                                                            | Время    | 4 — 17 место                                           | Время              |
| 1e 500 м 20 участников    | Роналд Мюлдер · Нидерланды                                    | 34,81    | Ян Смекенс · Нидерланды                                  | 34,97    | Гилмор Джунио · Канада                                            | 35,00    | 7. Дмитрий Лобков 10. Алексей Есин 18. Артём Кузнецов  | 35,171 35,21 35,81 |
| 2e 500 м 20 участников    | Ян Смекенс · Нидерланды                                       | 34,78    | Роналд Мюлдер · Нидерланды                               | 34,89    | Михел Мюлдер · Нидерланды                                         | 34,94    | 10. Дмитрий Лобков 11. Алексей Есин 14. Артём Кузнецов | 35,32 35,36 35,46  |
| 1000 м 17 участников      | Денни Моррисон · Канада                                       | 1:08,91  | Шани Дэвис · США                                         | 1:09,13  | Кьелд Нёйс · Нидерланды                                           | 1:09,25  | 12. Алексей Есин 16. Дмитрий Лобков                    | 1:10,15 1:11,70    |
| 1500 м 19 участников      | Денис Юсков · Россия                                          | 1:45,55  | Кун Вервей · Нидерланды                                  | 1:45,60  | Збигнев Брудка · Польша                                           | 1:45,81  | 15. Алексей Есин                                       | 1:48,01            |
| 5000 м 12 участников      | Йоррит Бергсма · Нидерланды                                   | 6:13,80  | Ян Блокхёйсен · Нидерланды                               | 6:19,03  | Александр Румянцев · Россия                                       | 6:25,06  | 11. Даниил Синицын                                     | 6:31,50            |
| Масс-старт 10 участников  | Боб де Врис · Нидерланды                                      | 10:21,34 | Мартен Свингс · Бельгия                                  | 10:22,65 | Брам Смалленбрёк · Австрия                                        | 10:23,30 | Не было участников от России                           | ---------          |
| Командная гонка 4 команды | Нидерланды · Ян Блокхёйсен · Боб де Врис · Христейн Груневелд | 3:45,00  | Польша · Збигнев Брудка · Конрад Недзведзкий · Артур Вас | 3:45,73  | Норвегия · Ховард Бёкко · Ховар Лорентсен · Сверре Лунде Педерсен | 3:50,08  | Россия не участвовала                                  | ---------          |

### Женщины
| Дистанция                 | Золото                                                      | Время   | Серебро                                                                 | Время   | Бронза                                           | Время   | 4 — 18 место                                              | Время                   |
| 1e 500 м 17 участниц      | Ольга Фаткулина · Россия                                    | 37,67   | Хизер Ричардсон · США                                                   | 37,79   | Нао Кодайра · Япония                             | 37,95   | ---------                                                 | ---------               |
| 2e 500 м 17 участниц      | Ольга Фаткулина · Россия                                    | 37,86   | Дженни Вольф · Германия                                                 | 38,00   | Хизер Ричардсон · США                            | 38,04   | ---------                                                 | ---------               |
| 1000 м 16 участниц        | Ирен Вюст · Нидерланды                                      | 1:14,63 | Марго Бур · Нидерланды                                                  | 1:14,92 | Лотте ван Бек · Нидерланды                       | 1:15,09 | 8. Юлия Скокова 9. Ольга Фаткулина 10. Екатерина Лобышева | 1:15,94 1:15,97 1:16,05 |
| 1500 м 18 участниц        | Ирен Вюст · Нидерланды                                      | 1:53,68 | Лотте ван Бек · Нидерланды                                              | 1:54,47 | Юлия Скокова                                     | 1:56,14 | 6. Ольга Граф 11. Екатерина Лобышева 15. Екатерина Шихова | 1:56,72 1:58,11 1:59,67 |
| 3000 м 16 участниц        | Аннаук ван дер Вейден · Нидерланды                          | 4:02,22 | Ивонне Наута · Нидерланды                                               | 4:03,65 | Ольга Граф · Россия                              | 4:03,79 | ---------                                                 | ---------               |
| Масс-старт 9 участниц     | Франческа Лоллобриджида · Италия                            | 8:36,52 | Ирене Схаутен · Нидерланды                                              | 8:36,80 | Ивани Блондин · Канада                           | 8:37,45 | Не было участников от России                              | ---------               |
| Командная гонка 4 команды | Нидерланды · Лотте ван Бек · Линда де Врис · Маррит Ленстра | 2:59,65 | Польша · Катажина Бахледа-Цурусь · Луиза Злотковская · Наталия Червонка | 3:01,44 | Япония · Маки Табата · Нана Такаги · Аяка Кикути | 3:04,81 | Россия не участвовала                                     | ---------               |